# بيل موريس (لاعب اتحاد الرغبي)
بيل موريس (بالإنجليزية: Bill Morris)‏ هو لاعب اتحاد الرغبي أسترالي، ولد في 16 يونيو 1941 في ملبورن في أستراليا.

## وصلات خارجية
- بيل موريس عل موقع إسبنسكروم (الإنجليزية)